# Laura Jane Grace
Laura Jane Grace (Fort Benning, 8 de novembre de 1980) és una música estatunidenca coneguda per haver fundat la banda de punk rock Against Me!. Començant la trajectòria en solitari el 1997, Against Me! es va ampliar en un quartet i ha publicat set àlbums d'estudi. Els dos discs amb què van tenir més èxit van ser New Wave (2007) i White Crosses (2010). Grace també va llançar un EP en solitari, Heart Burns, el 2008. El 2011 va fundar el segell discogràfic Total Treble.
El 2007 Grace es va casar amb l'artista visual Heather Hannoura, amb qui es va separar el 2014. Després d'haver tractat amb la disfòria de gènere des de la infància, Grace es va definir públicament com una dona trans el 2012, quan va deixar d'utilitzar el seu nom de naixement i va començar a utilitzar el nom de Laura Jane Grace.

## Discografia

### Amb Against Me!
Àlbums d'estudi
- Against Me! Is Reinventing Axl Rose (2002)
- Against Me! as the Eternal Cowboy (2003)
- Searching for a Former Clarity (2005)
- New Wave (2007)
- White Crosses (2010)
- Transgender Dysphoria Blues (2014)
- Shape Shift with Me (2016)

Àlbums en directe
- 23 Live Sex Acts (2015)

Maquetes
- Against Me! demo (1997)
- Vivida Vis! (1998)
- The Original Cowboy (2009)
- Total Clarity (2011)
- Black Crosses (2011)

EP
- Against Me! (2000 EP) (2000)
- Crime as Forgiven By Against Me! (2001)
- Against Me! (2001 EP) (2001)
- The Disco Before The Breakdown (2002)

### En solitari
- Heart Burns (2008)